# Paracrocnida sacensis
Paracrocnida sacensis är en ormstjärneart som först beskrevs av Boris Ivan Balinsky 1957.  Paracrocnida sacensis ingår i släktet Paracrocnida och familjen trådormstjärnor. Inga underarter finns listade i Catalogue of Life.